# Ingenieurschule für Textiltechnik Reichenbach
Die Ingenieurschule für Textiltechnik Reichenbach im Vogtland ging 1946 aus der Wiederaufnahme des Lehrbetriebs der 1878 errichteten Fortbildungsschule zur Webtechnik hervor und diente allem voran der Ausbildung von Ingenieuren der Textilindustrie. Sie bestand in dieser Form bis 1994. Bis 2015 wurde die Schule als ein Teil der Westsächsischen Hochschule Zwickau mit dem Schwerpunkt Textilindustrie fortgeführt.

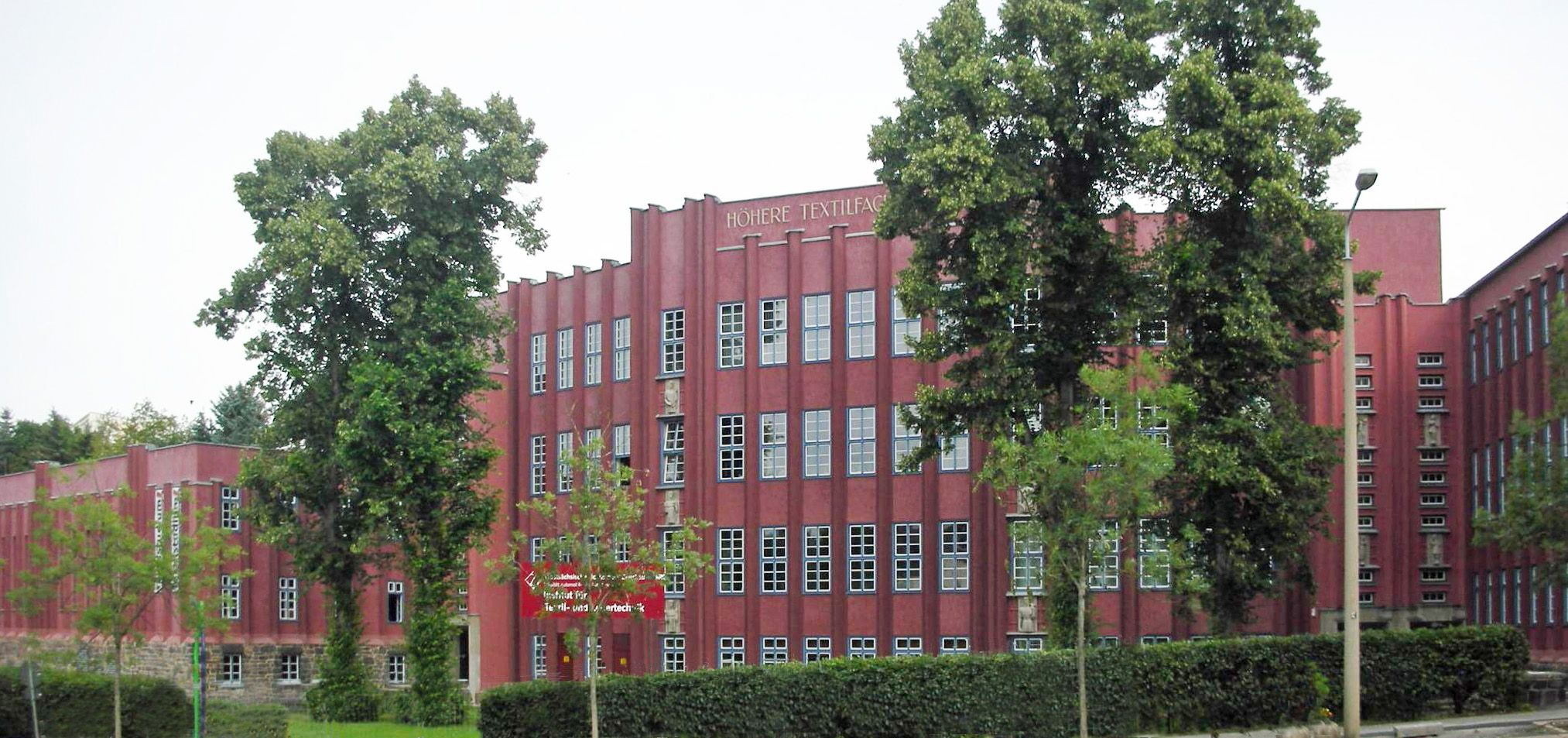
Außenansicht der Textilschule

## Geschichte
Bereits ab Mitte des 19. Jahrhunderts wurden an der örtlichen Sonntagsschule Reichenbach Webkurse angeboten. Dieses Angebot wurde im Laufe der deutschen Industrialisierung erweitert, so fand 1878 die Umwandlung der Sonntagsschule in eine Fortbildungsschule mit einer eigenen Abteilung Webschule statt. Diese wurde 1881 zu einer eigenständigen Einrichtung, und 1901 letztlich zur Höheren Webschule umbenannt. Ab 1932 konnten hier, nach einer weiteren Umbenennung in Höhere Textilfachschule, Ingenieure ausgebildet werden. Daraus leitete sich letztlich nach Wiederaufnahme des Lehrbetriebs die Weiterführung erst als Ingenieurschule für Textilindustrie und dann 1964 als Ingenieurschule für Textiltechnik ab. Die Einrichtung wurde im Zuge der Wiedervereinigung 1994 geschlossen und ging daraufhin als Teil der Westsächsischen Hochschule Zwickau auf. 2015 sollte der Hochschulstandort Reichenbach mitsamt der Schule nach Zwickau und Leipzig verlagert werden. Von der Gründung der Webschule bis Mitte des Jahres 1994 absolvierten insgesamt 23000 Schüler ihr Studium in Reichenbach. Die Informationen zur Geschichte des Hochschulstandort Reichenbach entstammen hauptsächlich dem Symposium anlässlich des 150. Jubiläums der Webschule.

### Wurzeln (1848–1899)
Zur Mitte des 19. Jahrhunderts hin fand die Hochzeit der technischen Revolution im deutschsprachigen Raum statt. Im Zuge dessen gründete der Lehrer Karl-Bruno Weinhold, nach englischem Vorbild, in der ebenfalls von ihm gegründeten Sonntagsschule Reichenbach eine Abteilung für Weberei. Im „Adreß- und Anzeigenblatt für Reichenbach“ vom 25. August 1848 schreibt Weinhold:

„Um die hiesige Sonntagsschule den Bedürfnissen der hiesigen Gewerbetätigkeit immer mehr anzupassen, beabsichtigt man in besonderer Berücksichtigung des Tuchmacher- und Weberhandwerks die hiesigen Unterrichtsgegenstände noch durch die Aufnahme praktischer Übungen am Webstuhl und an der Maschine zu vermehren“

Nachdem in der Abteilung Weberei im sowohl ein Webstuhl, als auch eine Jacquardmaschine installiert worden waren, konnten ab September 1848 vier Stunden Unterricht in der Woche angeboten werden. Diese Abteilung der Sonntagsschule Reichenbach wurde im Zuge dessen zur ersten Webschule in Sachsen sowie Thüringen, und rückwirkend betrachtet auch die erste Textilschule des deutschsprachigen Raumes generell. Zu dieser frühen Zeit der Schule wurden dort rund 98 Schüler unterrichtet. Im Kontext eines immer größer werdenden, internationalen Wettbewerb in der Textilbranche kam es in den 1870er bis 1880er Jahren zu einer großen Gründungswelle von Webereien und Volltuchfabriken im sächsischen Raum. Gepaart mit der progressiven Einstellung der damaligen Webschuladministration des Standortes Reichenbach, die beispielsweise in der Pachtung eines vollmechanischen Webstuhls 1860 zum Ausdruck gebracht wurde, bot die dortige Webschule zunehmend das Potential einer Erweiterung. Folglich trat die Schule 1881 aus dem Verband Fortbildungsschule aus und wurde über eine ministerielle Verfügung zu einer städtischen Einrichtung umgewandelt. Mit dieser Umwandlung einher gingen die Etablierung einer eigenen Verwaltung, eines neuen Lehrplans, sowie der Umzug in ein neues Gebäude im Jahre 1882. Da die Webschule sich sowohl fachlich, als auch in ihrer Größenordnung stetig ausdehnte (von 52 Schülern im Jahr 1882, zu 250 im Jahr 1888), wurde für die Schule am 1. Oktober 1889 ein Neubau eingerichtet.

### Ausbauphase (1900–1927)
Auf Grund der Etablierung einer „Tagesschulabteilung mit höheren Zielen“ wurde die einstige Sonntagsschule am 15. April 1901 durch das Ministerium des Inneren zum Status einer Höheren Webschule erhoben. Von dort an waren der Weiterentwicklung der Schule kaum noch Grenzen gesetzt – das Gebäude, dessen technischen Hilfsmittel, sowie Lehrplan wurden im Zuge der stetigen Ausdehnung des Betriebes immer weiter den modernen Standards angepasst. Nach der Erhebung des Status wurde ein Warenprüfungsamt in einem Anbau der Schule errichtet. Kurz darauf, 1910, wurde der Lehrplan der Schule wegen den steigenden Anforderungen an die Industrie um neue Kurse, beispielsweise einen Spinn- und Ausnähkurs, ergänzt. Die ökonomische Entwicklung der deutschen Textilbranche zeigte sich auch immer in einem rasanten Anstieg der Schülerzahlen der Textilfachschule, diese boomten in der Zeit von 1901 bis 1914. Die Höhere Webschule wurde nun, nach der Erweiterung um eine Kammgarnspinnerei (1913), eine Streichgarnspinnerei (1914), sowie eine Spinnschule erneut umbenannt, und genoss ab 1920 als höhere Textilfachschule ein hohes Ansehen, sowie einen weiterhin nicht abreißenden Zuwachs an Schülern. In Verbindung mit diesem Zuwachs an Schülern, nach dem Ersten Weltkrieg vermehrt aus dem Ausland, musste die Schule erneut um mehr Fläche erweitert werden. Am 28. Oktober 1927 wurde ein zweiter Neubau der Schule übergeben. Dieser verfügte abseits von modernster Technik auch über einen imposanten Stil, weshalb das gesamte Gebäude seit 1987 unter Denkmalschutz steht. Die höhere Textilfachschule verfügte nach zahlreichen, weiteren Ausbaumaßnahmen (beispielsweise des Anbaus einer Färberei), ab 1932 auch über die Möglichkeit Textilingenieure auszubilden – deshalb wurde sie zuletzt 1941 erneut aufgewertet, und durfte sich nun als Höhere Textilingenieurschule bezeichnen.

### Nachkriegszeit (1945–1969)
Die Zeit nach dem Zweiten Weltkrieg war für die Webschule vor allem eine des Wiederaufbaus. Während das Gebäude zwar unversehrt blieb, galt das für den Lehrbetrieb nicht. Der eigentliche Lehrbetrieb der Webschule kam erst in der Hochphase des Krieges, und dann unter amerikanischer sowie russischer Besatzung zum Erliegen. 1946 konnte der Betrieb jedoch erstmals nach dem Krieg wieder aufgenommen werden, die dadurch stark eingebrochenen Schülerzahlen konnten sich langsam erholen. Die Webschule bot in der Nachkriegszeit, trotz des rapiden Abfalls der Schülerzahlen, nach wie vor ein breites Spektrum an Ausbildungsmöglichkeiten. Der nun als Ingenieurschule für Textilindustrie, und ab 1964 dann als Ingenieurschule für Textiltechnik bezeichnete Komplex sah sich dennoch mit einigen Komplikationen konfrontiert. Das 1927 etablierte Schulgebäude genügte im Rahmen der neuen Anforderungen an Hochschulen, sowie der Vereinigung der Reichenbacher und Greizer Schulen 1951 nicht mehr den damaligen Standards. Der Komplex wurde deshalb um zahlreiche Ausweichbauten in der Umgebung erweitert. Davon ausgehend wurde die Schule, gemäß ihrer Wurzeln, weiterhin stetig um neue Fachrichtungen erweitert. Somit war sie Mitte des 20. Jahrhunderts nicht nur die einzige deutsche Fachschule für Bobinetweberei- und Stickerei, sondern wurde ab 1964 auch zunehmend den Anforderungen des ökonomischen, internationalen Wettbewerbs angepasst. So wurde in eben diesem Jahr die Fachrichtung der Ökonomie der Textilindustrie etabliert, und nur vier Jahre später durch die Ökonomie für Datenverarbeitung in der Leichtindustrie ergänzt. Hinzu kam in dieser Phase zuletzt auch die Aufnahme der Fachrichtungen Wirkerei und Trikotagenkonfektion, die auf Grund einer Hochschulreform von der Hochschule Chemnitz übernommen worden waren.

### Rekonsolidierungsphase (1970–1994)
In dieser Phase, zwischen Wiederaufnahme des Lehrbetriebs in Nachkriegszeiten sowie der Wende behielt die Textilschule ihren Trend zur kontinuierlichen Erweiterung ihres Fachspektrums bei. Das Hauptaugenmerk war es dabei, vor allem ab 1975, mit Hilfe umfangreicher technologischer Mittel in Verbindung mit künstlerischen Nuancen neue Akzente zu setzen. Durch die Aufnahme der Studienrichtung Arbeitsingenieurwesen 1978 verfügte die ehemalige Sonntagsschule daraufhin Ende der 70er Jahre über das wohl vielseitigste Profil ihrer Geschichte. Die Ingenieurschule unterrichtete, nach einer erneuten Erweiterung um den Ausbildungsbereich Mikroelektronik für Leichtindustrie im Jahr 1983, in ihren rund 22 Außenstellen ca. 2000 Schüler.

### Auslaufphase (nach 1990)
Die Jahre nach der Wende waren für den Hochschulstandort Reichenbach geprägt von Berg- und Talfahrten. Vorerst wurde die Ausbildung vor allem technischer und gestalterischer Richtung weitergeführt. Von Beginn an war jedoch klar, dass die Ausbildung von Ingenieuren an einer Fachschule in der Hochschulreform der Bundesrepublik Deutschland nicht mehr möglich sein würde. Diese Vermutung wurde durch die Bestimmung des sächsischen Landtages am 4. August 1993 mit dem Hochschulgesetz des Freistaates Sachsens bestätigt. Im Zuge dessen gliederte sich die ehemalige Webschule im Juli 1994 mit der Einrichtung des Fachbereichs Textilingenieurwesen an die Hochschule für Technik und Wirtschaft Zwickau (FH) an und erweiterte daraufhin ihr Spektrum erneut. 1995 wurden die Fachrichtungen Textiltechnik, Textilmanagement, Konfektionstechnik, Ledertechnik, sowie 1996 Architektur im Hochschulstandort Reichenbach etabliert. Trotz all dieser Maßnahmen führten die zunehmende Schrumpfung der deutschen Textilindustrie, sowie der perspektiv ungeklärte Status des Standortes Reichenbach zu einem massiven Schwund von Absolventen – der damalige Rektor Gunter Krautheim gab deshalb 2011 das bis 2015 geplante Aus der Hochschulteiles Reichenbach bekannt.

## Ausgewählte historische Daten
| Ereignis                                                                                    | Zeitraum |
| ------------------------------------------------------------------------------------------- | -------- |
| Beginn der Webkurse                                                                         | 1848     |
| Schulbesuch aller Lehrlinge wird Pflicht, deutlicher Anstieg der Schülerzahlen              | 1870     |
| Umwandlung der Sonntagsschule in eine Fortbildungsschule mit besonderer Abteilung Webschule | 1878     |
| Status einer selbständigen Einrichtung mit eigener Verwaltung                               | 1881     |
| Ausbildung von Musterzeichnern                                                              | 1898     |
| Weihe eines neuen Webschulgebäudes                                                          | 1899     |
| Umbenennung in „Höhere Webschule“                                                           | 1901     |
| Angliederung einer Spinnschule                                                              | 1913     |
| Umbenennung in „Höhere Textilfachschule“                                                    | 1920     |
| Weihe des zweiten Neubaues                                                                  | 1927     |
| Beginn der Ausbildung von Ingenieuren                                                       | 1932     |
| Aufnahme der Ausbildung in der Färberei                                                     | 1937     |
| Beginn der Ausbildung von Textilveredlern                                                   | 1947     |
| 100-Jahr-Feier der Ingenieurschule für Textilindustrie Reichenbach                          | 1948     |
| Angliederung der Greizer Webschule                                                          | 1951     |
| Beginn der Stickereiausbildung                                                              | 1955     |
| Aufnahme der Ausbildung Bobinetweberei                                                      | 1958     |
| Beginn der Ausbildung von Ingenieur-Ökonomen                                                | 1964     |
| Beginn der Ausbildung in der Wirkerei/Stickerei                                             | 1968     |
| Beginn der Ausbildung von Textilgestaltern                                                  | 1975     |
| Schließung der Ingenieurschule für Textiltechnik Reichenbach                                | 1994     |
| Gründung des Hochschulteiles Reichenbach der HTW Zwickau                                    | 1994     |

## Bezeichnungen der Bildungseinrichtung
| Bezeichnung                                                                                             | Jahr              |
| --- | ----------------- |
| Sonntagsschule                                                                                          | 1830–1848         |
| Sonntagsschule Webschule                                                                                | 1848 angegliedert |
| Fortbildungsschule mit Webschule                                                                        | 1878              |
| Webschule Reichenbach                                                                                   | 1881              |
| Höhere Webschule                                                                                        | 1901              |
| Höhere Webschule                                                                                        | 1911 angegliedert |
| Höhere Textilfachschule                                                                                 | 1920              |
| Höhere Textilingenieurschule                                                                            | 1941              |
| Ingenieurschule für Textilindustrie                                                                     | 1948              |
| Ingenieurschule für Textilindustrie                                                                     | 1951 angegliedert |
| Ingenieurschule für Textiltechnik                                                                       | 1964–1994         |
| Hochschule für Technik und Wirtschaft Zwickau, Hochschulteil Reichenbach                                | 1994              |
| Westsächsische Hochschule Zwickau (FH), Hochschulteil Reichenbach, Fachbereich Textil- und Ledertechnik | 1996              |

## Direktoren und Dekane
| Name                                                  | Zeit im Amt |
| ----------------------------------------------------- | ----------- |
| Karl-Bruno Weinhold                                   | 1848–1871   |
| Robert Ott                                            | 1871–1881   |
| Carl-Heinrich Möller                                  | 1881–1899   |
| Oberlehrer Kolirabe                                   | 1900        |
| Textiltechniker Rudolf Winkler                        | 1900–1908   |
| Prof. Ernst Möller                                    | 1909–1932   |
| Oberstudiendirektor Dr. Karl Schams                   | 1932–1945   |
| Emil Jacob                                            | 1946–1947   |
| Paul Straach                                          | 1948        |
| Oberstudiendirektor Dr. Madlung                       | 1949–1950   |
| Studiendirektor Reinhard Bauer                        | 1951–1961   |
| Oberstudiendirektor Hubertus Neidhardt                | 1961–1982   |
| Studiendirektor Ottomar Schwehm                       | 1982–1985   |
| Studiendirektorin Dr. Sigrid Müller                   | 1985–1991   |
| Dr.-Ing. Andreas Hemmann                              | 1991–1994   |
| Prof. Dr.-Ing. habil. Dr.-Ing. E. h. Ulrich Liebscher | 1994–1996   |
| Prof. Dr.-Ing. Eberhard Otto                          | 1996        |
| Prof. V. Dr.-Ing. Dipl.-Ing. paed. Frank Anders       | seit 1997   |

## Namhafte Absolventen
- Charlotte Bombal (1935–2000), deutsche Gewerkschafterin
- Simone Borris (* 1962), deutsche Politikerin
- Gottfried Engelmann (1926–2006), deutscher Politiker
- Helga Lippelt (* 1943), deutsche Schriftstellerin
- Wolfgang Viebahn (* 1943), deutscher Heimatforscher, Pädagoge, und Kommunalpolitiker